# Ankai

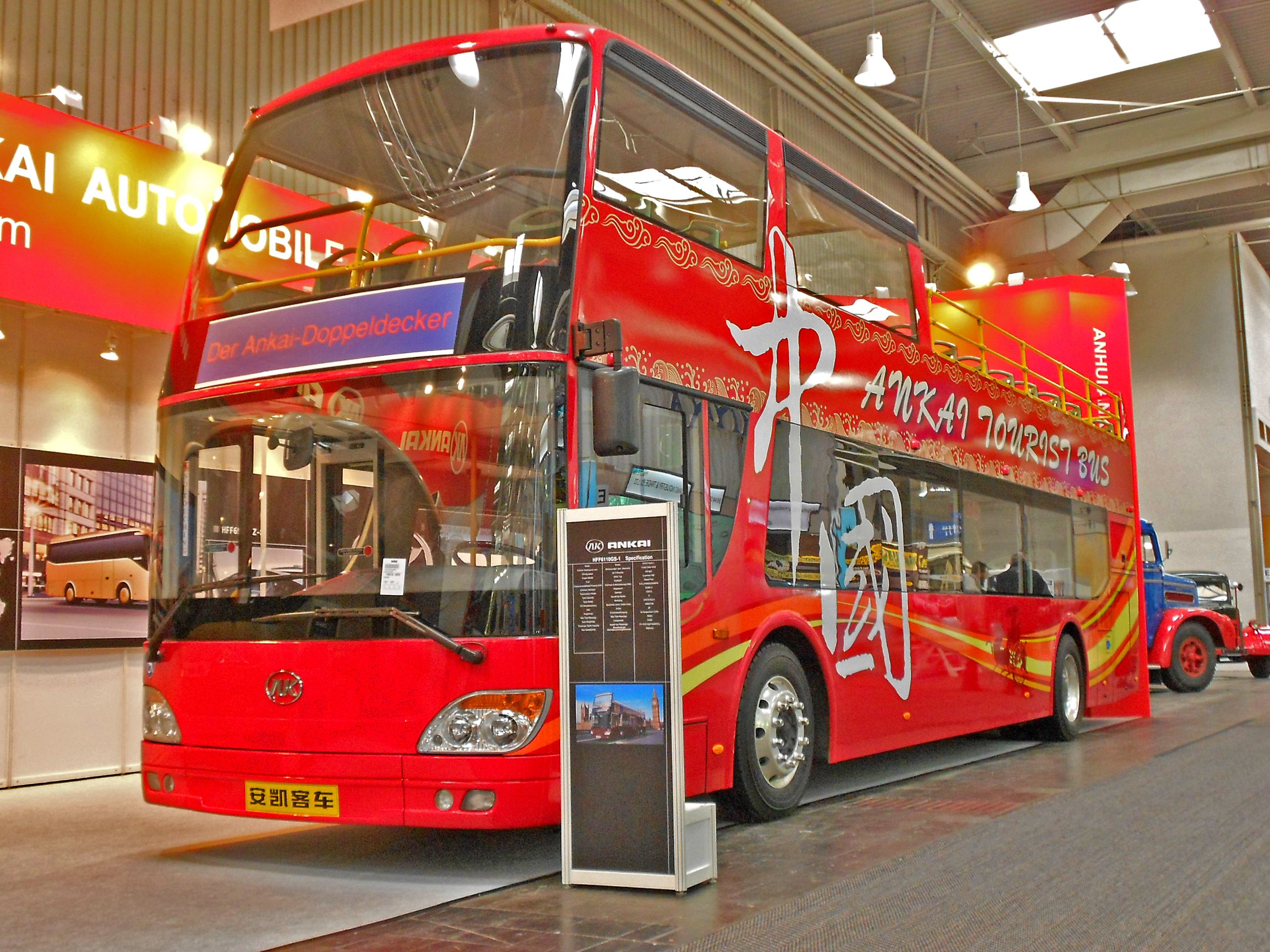
Ankai Doppeldeckerbus auf der IAA im September 2012 in Hannover (Modell HFF 6110GS 1).

Anhui Ankai Automobile Co., Ltd. (kurz: Ankai) ist ein chinesischer Hersteller von Reise- und Linienbussen. Das 1997 gegründete Unternehmen ist ein großer Hersteller großer Elektrobusse.

## Geschichte
Das Unternehmen Anhui Ankai Automobile Co., Ltd wurde am 22. Juli 1997 gegründet und drei Tage später in die Shenzhen Stock Exchange, der zweitgrößten Börse Chinas, aufgenommen.
Mit der heute zum Daimler-Tochterunternehmen EvoBus gehörenden Omnibus-Marke Setra wurde ein Lizenzvertrag zum Bau von Bussen mit selbsttragender Karosserie geschlossen. Damit wurde Ankai das erste Unternehmen in Asien, das diesen Karosserietyp, auch Monocoque genannt, herstellte. Bereits ein Jahr später, im November 1998, wurde der 500. Bus hergestellt.
2001 wurde der Lizenzvertrag mit EvoBus für weitere zehn Jahre verlängert. Der Vertrag erlaubte Ankai die Produktion des Reisebusmodells SETRA S 315, des Gewinners der Auszeichnung Coach of the Year. Im selben Jahr begann der Bau einer neuen Automobilfabrik in Hefei. Mit einer Produktionskapazität von zunächst 1.000 Fahrzeugen jährlich wurde die größte Produktionsstätte für Komfortbusse in China geschaffen. Bereits im November 2002 konnte die Lizenzproduktion des S 315 unter dem Namen Ankai Setra HFF6120K35(S315) begonnen werden.
In den Folgejahren war Ankai maßgeblich am Aufbau des landesweiten Fernverkehrs-Busnetzes mit modernen, westlichen Komfort- und Sicherheitsstandards entsprechenden Fahrzeugen beteiligt. So begann im September 2002 der fahrplanmäßige Busverkehr von der Inneren Mongolei zur Hauptstadt Peking mit Ankai-Setra-Bussen. Dies stellte zugleich eine der ersten schnellen und komfortablen Langstrecken-Buslinien in China dar.
An seinem Produktionsstandort Hefei rüstete das Unternehmen im März 2007 eine erste Nahverkehrslinie mit dem 18 Meter langen Gelenkbus Ankai BRT (für Bus Rapid Transit) aus. Mit der Einführung dieses modernen, in der Provinz bis dahin unbekannten Fahrzeugtyps gewann nicht nur das Unternehmen, sondern auch die Stadt an landesweiter Aufmerksamkeit und Wertschätzung, was in der chinesischen Alltagskultur traditionell wichtig ist. Ankai konnte hiermit die gesamte Produktbreite moderner Busse von 8 bis 18 Metern Länge anbieten.
Während der Olympischen Spiele 2008 in Peking wurden die ersten von Ankai in Eigenkonstruktion hergestellten Batteriebusse eingesetzt. Auch die prestigeträchtige Begleitung der olympischen Fackel erfolgte durch Ankai-Busse. Weitere 300 neue Busse wurden für den Transport der Sportler und Besucher eingesetzt. Das Unternehmen erhoffte sich damit auch einen Zuwachs des internationalen Bekanntheitsgrades seiner Marke.
Im März 2008 erhielt ein Ankai-Bus (als erster chinesischer Bushersteller) eine Sicherheits- und Umweltzertifizierung der australischen Verkehrsbehörden. Dieses Zertifikat, dass weitgehend den anspruchsvollen Anforderungen der ECE-Regelungen entspricht, bedeutete für die weitere Entwicklung des Unternehmens einen entscheidenden Schritt: Er ermöglichte den Zugang zu den lukrativen, jedoch hinsichtlich der technischen Vorgaben stark regulierten europäischen Märkten.
Ein weiterer Meilenstein in der Geschichte des Unternehmens war der Verkauf von zunächst 11 Ankai-Doppeldecker-Bussen an das Unternehmen Big Bus Company im Juni 2010. Es war das erste Mal, dass Busse aus China auf den US-amerikanischen Markt gelangten; vorausgegangen waren langwierige Verhandlungen mit den Zulassungs- und Einfuhrbehörden. Der Stückpreis lag bei 2 Millionen RMB. Die Busse wurden mit übergroßen USA-Flaggen lackiert und werden als Touristenbusse in Las Vegas und San Francisco eingesetzt. Im gleichen Jahr gelang der Verkauf von Doppeldecker-Bussen auf dem bislang von britischen Modellen dominierten südafrikanischen Markt.
2010 Jahr gewann Ankai eine begehrte Ausschreibung für die Modernisierung des öffentlichen Nahverkehrs in Peking und lieferte 250 Doppeldecker-Linienbusse in die Hauptstadt (Modelle Ankai HFF6123KZ-2 und HFF6110GS01D).
Seit 2010 baut Ankai die Produktion großer Elektrobussen weiter aus; so wurden 30 Ankai-Elektrobusse an die Stadt Hefei geliefert. Damit wurde die erste öffentliche Buslinie der Welt eröffnet, die ausschließlich mit reinen Elektrobussen befahren wird. Die verwendeten Fahrzeuge haben eine Reichweite von über 300 Kilometer (ohne Betrieb der Klimaanlage) bzw. 230 Kilometer mit laufender Klimaanlage.
Auf dem vom Weltwirtschaftsforum eingerichteten Jahrestreffen der globalen Wachstumsunternehmen in Dalian wurden Ankai-Elektrobusse als Shuttle für die Teilnehmer eingesetzt. Seitdem werden die Busse auf der in China bekannten Touristenroute von Dalian nach Lüshunkou verwendet; diese Route hat in China wegen des Hauptbesuchszieles, dem Gefängnis von Lüshun, eine gewisse nationale Bedeutung.
Auch auf der Expo 2010 in Shanghai wurde der Shuttleverkehr überwiegend mit Elektrobussen abgewickelt, darunter 85 Ankai-Busse.
2010 erweiterte Ankai seine Produktpalette um umweltfreundliche Erdgasfahrzeuge. 140 neue Erdgas-Stadtbusse wurden nach Ürümqi, der Hauptstadt des Autonomen Gebietes Xinjiang geliefert. Wegen der besonderen Klimabedingungen dieser im äußersten Nordwesten Chinas gelegenen Millionenstadt waren Anpassungen der Heizung bzw. Klimatisierung erforderlich. In den Folgejahren lieferte Ankai 575 Erdgasbusse mit ähnlichem Antriebsstrang nach Pakistan.
Am 28. Dezember 2010 verkündete das Unternehmen die Produktion des zehntausendsten Busses im Geschäftsjahr 2010. Damit wurde das Unternehmen das fünfte in China mit Kapazitäten in dieser Größenordnung – nach den Mitbewerbern Yutong, King Long, Golden Dragon und Higer Bus.
Die umfangreichste Auslands-Lieferung in 2011 gelang Ankai mit dem Verkauf von 3.000 großen Schulbussen nach Saudi-Arabien. Es war zugleich der bislang größte Schulbus Export überhaupt und hatte einen Vertragswert von rund 152.000.000 US-Dollar.

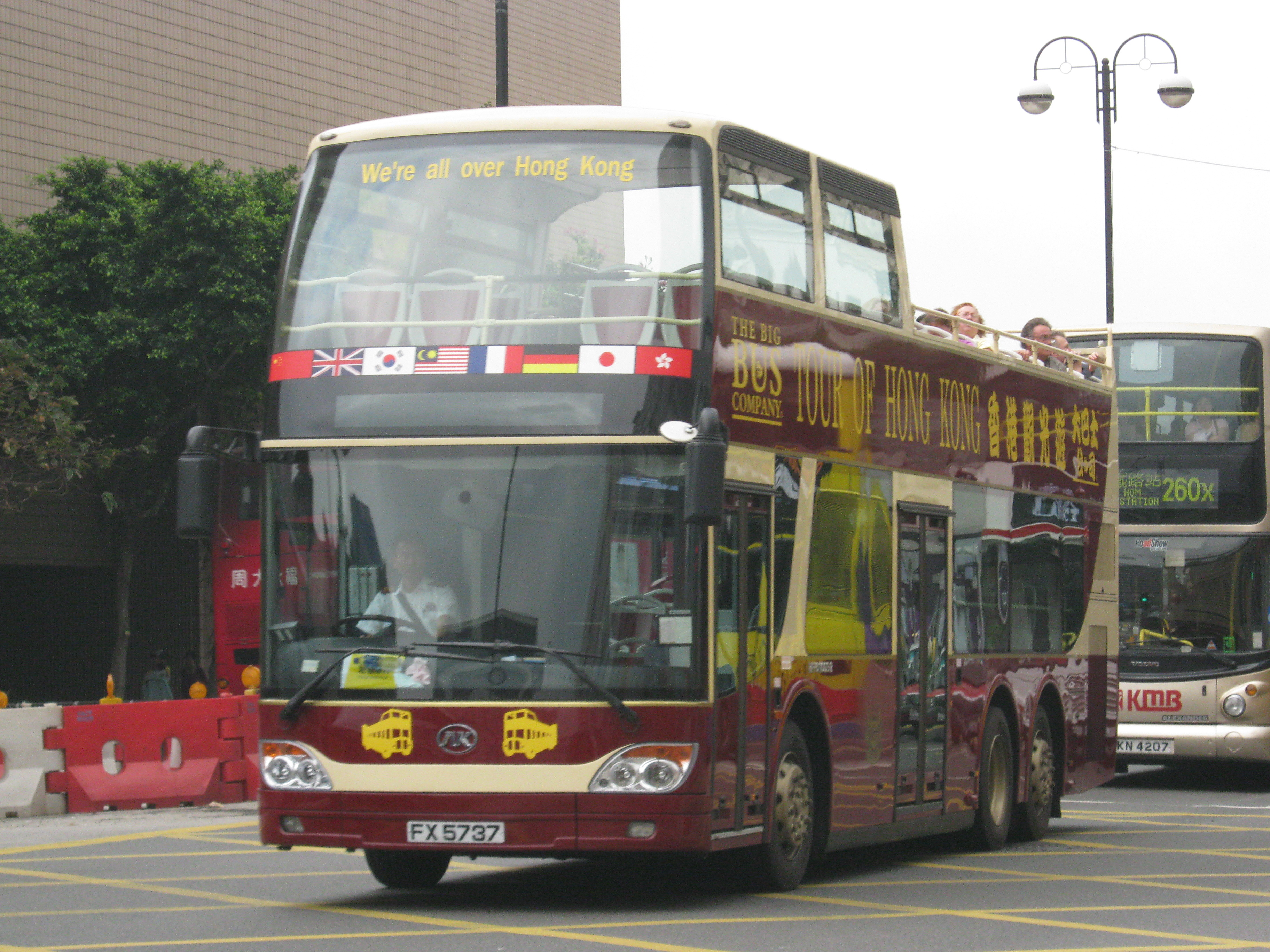
ANKAI Doppeldecker Touristen Bus in Hong Kong (Modellbezeichnung: ANKAI HFF6110GS-1)

In den letzten Jahren konnte Ankai den Busexport nach Südamerika und Asien kontinuierlich steigern. Neben dem allgemein niedrigen Preis, der weit unter dem der europäischen Mitbewerber liegt, wird dies auch auf das Preis-Leistungs-Verhältnis zurückgeführt.
Von wirtschaftlicher, aber auch von erheblicher werbewirksamer Bedeutung war 2012 die Lieferung von Doppeldeckerbussen für den Einsatz in der britischen Hauptstadt London. Die roten Doppeldecker gelten weltweit als Symbol der britischen Hauptstadt. Es war die erste Lieferung von in China gefertigten Bussen nach Großbritannien. Insgesamt wurden 20 Fahrzeuge verkauft, die erstmals während der Olympischen Spiele eingesetzt wurden und heute als Touristenbusse für Stadtrundfahrten Verwendung finden. Ankai liefert heute auch in andere europäische Länder, wie Ungarn oder Rumänien. In Deutschland sind Ankai-Busse nur vereinzelt anzutreffen.
Am Produktionsstandort Hefei werden derzeit (2012) rund 3.000 Mitarbeiter beschäftigt; das Firmengelände umfasst 718.000 m2. 2011 war Ankai mit einem Exportwert von rund 152 Millionen US-Dollar der größte Busexporteur Chinas. Weltweit ist er der größte Hersteller großer Elektro-Busse; in China hatte er 2011 hierin einen Marktanteil von 70 Prozent.
Insgesamt ähnelt die Geschichte des Unternehmens denen vieler chinesischer Produzenten: Aufbauend auf einen Lizenzvertrag mit einem europäischen Hersteller hat sich Ankai innerhalb weniger Jahre zum Hersteller eigenständiger Produkte entwickelt, die zunächst im chinesischen Inland vertrieben werden und daran anschließend die Marktanteile traditioneller Bushersteller (einschließlich des ehemaligen Lizenzgebers) auch im Ausland erheblich reduzieren.

## Wirtschaftliches Umfeld und aktuelle Entwicklung
Bedingt durch die sehr große Bevölkerung (mehr Einwohner als Europa und Nordamerika zusammen) und den geringen Motorisierungsgrad der Bevölkerung bei einer gleichzeitig rapide steigenden räumlichen und sozialen Mobilität besteht in der Volksrepublik China eine jährliche Nachfrage nach rund 400.000 Bussen (Stand 2012), davon die Hälfte für den öffentlichen Verkehr. Das Unternehmen Ankai weist derzeit (2011) eine jährliche Produktion von 14.200 Bussen auf.
Chinesische Großstädte sind mit erheblicher Luftverschmutzung belastet, die in erheblichem Umfang durch die wachsende Motorisierung mitverursacht wird. Die Regierung hat daher umfangreiche Modernisierungskampagnen eingeleitet, mit dem Ziel die überwiegend mit Dieselmotoren angetriebenen Stadtbusse zunehmend durch neue Elektrobusse zu ersetzen. Branchenkenner gehen von einer jährlichen Inlands-Nachfrage von 50.000 bis 150.000 Fahrzeugen dieses Typs aus. Darüber hinaus hat die Regierung in 2009 einen mit Subventionen hinterlegten Wirtschaftsplan verabschiedet, nach dem die Volksrepublik innerhalb weniger Jahre zum weltweiten Marktführer für Busse mit Elektroantrieb werden soll. Das Programm soll auch der langfristigen Sicherung des Exports und der Schaffung von Arbeitsplätzen dienen.
Allein in der Hauptstadt Peking gilt es die mehr als 28.000 Busse zu modernisieren. Ankai, obwohl weltweit der größte Hersteller reiner Elektrobusse, kann diesen Inlandsbedarf nicht decken.
Vor diesem gesamtwirtschaftlichen Hintergrund hat das Unternehmen im September 2012 mit dem Aufbau einer neuen Produktionslinie für die Fertigung von jährlich 150.000 kompletten Antriebssträngen (Powertrain) für Nutzfahrzeuge mit alternativer Antriebstechnik, 6.000 reinen Elektrobussen sowie 12.000 weiteren Antriebssträngen für Busse begonnen. Die Investitionskosten betragen 1,5 Milliarden CNY (rund 188 Mio. €) bei einem erwarteten jährlichen Produktionswert von 8,1 Milliarden CNY (rund 1 Milliarde €); die Produktion soll Ende 2013 beginnen.
Einer Vermarktung in Deutschland steht das noch nicht aufgebaute Händlernetz im Wege. Auch der durch die Verschuldung der Städte und Gemeinden bedingte Investitionsstau blockiert vielerorts in Deutschland eine Umstellung des ÖPNV auf umweltfreundliche Fahrzeuge und schmälert mittelfristig die Absatzchancen der preislich vorteilhaften Fahrzeuge aus China. Auf der 64. IAA 2012 in Hannover im September 2012 war das Unternehmen mit dem Doppeldecker-Touristenbus HFF 6110GS-1 und dem VIP-Luxus-Shuttle HFF 6904-KZ 8 vertreten.

## Aktuelle Produkte

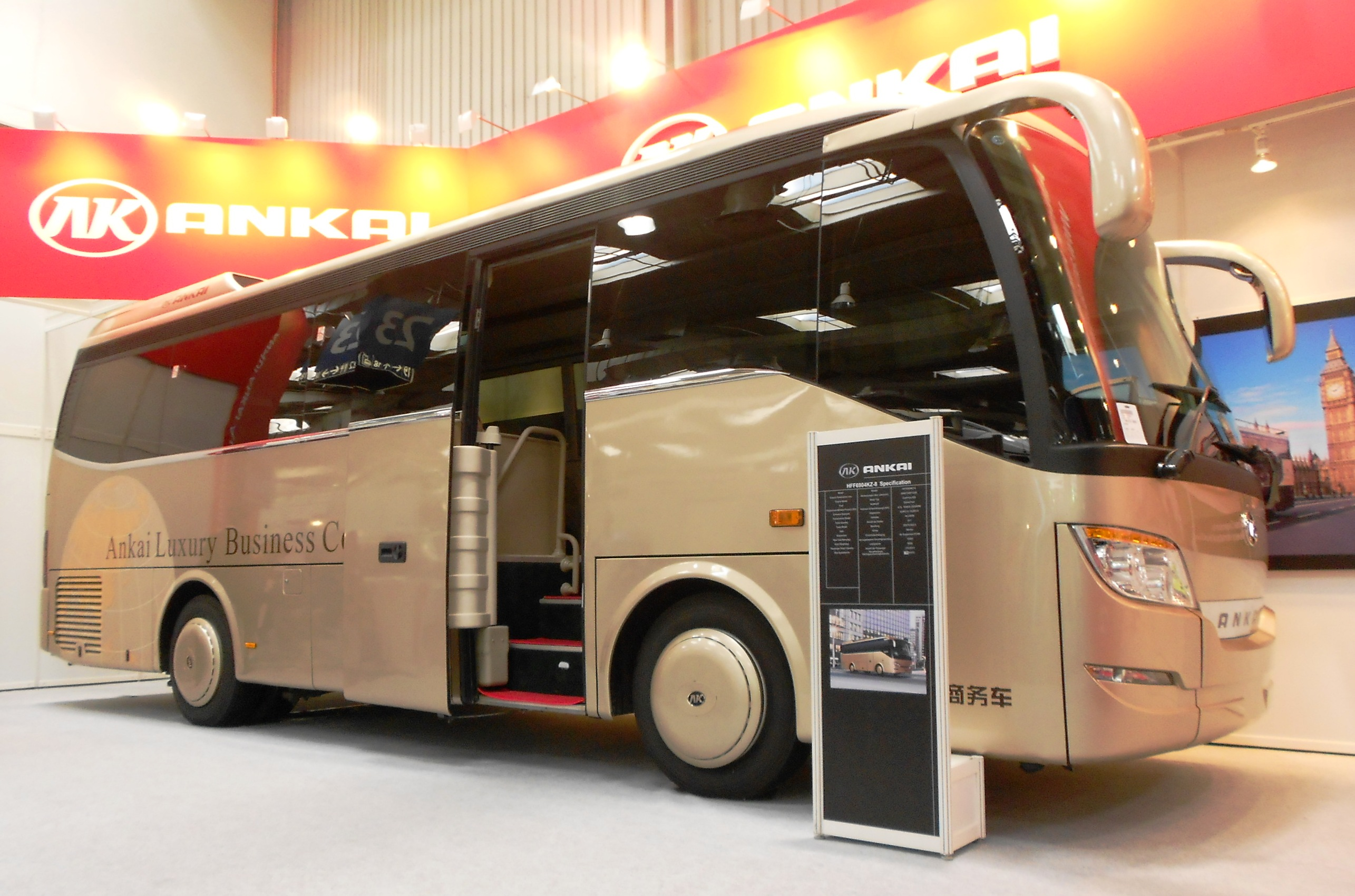
Ankai Komfortbus mit Bordcafé und Massagesessel (Modell HFF 6904KZ8). Ausgestellt auf der IAA im September 2012 in Hannover

Ankai bietet eine große Bandbreite vor allem von mittleren und großen Reisebussen (auch als Dreiachser), Touristenbussen (in klassischer bis Luxusausführung) und Stadtlinienbussen (auch über 12 Meter Länge) an. Letztere werden auch als Gelenkbus produziert. Für die Langstreckenverbindungen in China werden komfortable Hochdecker und Nightliner mit Schlafkabinen angeboten. Nach chinesischen Maßstäben gehören zum Komfort Sitze mit Massagefunktion und Bildschirme für jeden Reisenden in der Rücklehne des Vordersitzes. Darüber hinaus werden Midibusse, Clubbusse verschiedener Größe, luxuriöse VIP-Shuttle mit Bordcafé und Spezialfahrzeuge (wie etwa Busse mit Blutspendeeinrichtung) hergestellt.
Die Motoren werden als Heckmotor oder Niederflurmotor eingebaut. Wahlweise stehen sowohl klassische Verbrennungsmotoren (für Diesel oder Erdgas) als auch Hybrid- und reine Elektroantriebe zur Verfügung. Von Nachteil sind derzeit (noch) die Akkus für den Elektrobetrieb, die aufgrund der Größe und des Gewichts als sehr unhandlich gelten. Nach Ansicht von Branchenkennern arbeitet das Unternehmen daran, dieses Problem in den nächsten Jahren zu beheben.
Darüber hinaus liefert Ankai Fahrgestelle und Fahrzeugkomponenten wie komplette Antriebsstränge; auch bietet es Designunterstützung und sonstige Beratung für andere chinesische Unternehmen an.